# Episodi di Crazy Ex-Girlfriend (seconda stagione)
La seconda stagione della serie televisiva Crazy Ex-Girlfriend, composta da 13 episodi, è stata trasmessa dal 21 ottobre 2016 al 3 febbraio 2017 sulla rete televisiva The CW.
In Italia, la stagione è stata interamente pubblicata sul servizio on demand Netflix il 2 ottobre 2017, in chiaro è stata trasmessa su Rai2 dal 7 al 16 ottobre 2020.
| n° | Titolo originale                                   | Titolo italiano                                       | Prima TV USA     | Pubblicazione Italia |
| -- | -------------------------------------------------- | ----------------------------------------------------- | ---------------- | -------------------- |
| 1  | Where Is Josh's Friend?                            | Dov'è l'amico di Josh?                                | 21 ottobre 2016  | 2 ottobre 2017       |
| 2  | When Will Josh See How Cool I Am?                  | Quando scoprirà Josh che sono fantastica?             | 28 ottobre 2016  | 2 ottobre 2017       |
| 3  | All Signs Point to Josh... Or Is It Josh's Friend? | Tutti i segni indicano Josh ... o forse il suo amico? | 4 novembre 2016  | 2 ottobre 2017       |
| 4  | When Will Josh and His Friend Leave Me Alone?      | Quando mi lasceranno perdere Josh e il suo amico?     | 11 novembre 2016 | 2 ottobre 2017       |
| 5  | Why Is Josh's Ex-Girlfriend Eating Carbs?          | Perché la ex di Josh mangia carboidrati?              | 18 novembre 2016 | 2 ottobre 2017       |
| 6  | Who Needs Josh When You Have a Girl Group?         | A che ti serve Josh quando hai un gruppo di amiche?   | 2 dicembre 2016  | 2 ottobre 2017       |
| 7  | Who's the Cool Girl Josh Is Dating?                | Chi è la ragazza stupenda che sta frequentando Josh?  | 9 dicembre 2016  | 2 ottobre 2017       |
| 8  | Who Is Josh's Soup Fairy?                          | Chi è la fatina della zuppa di Josh?                  | 6 gennaio 2017   | 2 ottobre 2017       |
| 9  | When Do I Get to Spend Time with Josh?             | Quando potrò passare del tempo con Josh?              | 6 gennaio 2017   | 2 ottobre 2017       |
| 10 | Will Scarsdale Like Josh's Shayna Punim?           | A Scarsdale piacerà il bel fascino di Josh?           | 13 gennaio 2017  | 2 ottobre 2017       |
| 11 | Josh Is the Man of My Dreams, Right?               | Josh è l'uomo dei miei sogni, giusto?                 | 20 gennaio 2017  | 2 ottobre 2017       |
| 12 | Is Josh Free in Two Weeks?                         | Sarà libero Josh tra due settimane?                   | 27 gennaio 2017  | 2 ottobre 2017       |
| 13 | Can Josh Take a Leap of Faith?                     | Può, Josh, fare un atto di fede?                      | 3 febbraio 2017  | 2 ottobre 2017       |